# Dritte Schlacht von Nola
Koordinaten: 40° 55′ 34″ N, 14° 31′ 39″ O
Saguntum – Lilybaeum II – Rhone – Ticinus – Trebia – Cissa – Trasimenischer See – Ager Falernus – Geronium – Cannae – Nola I – Nola II – Ibera – Cornus – Nola III – Beneventum I – Syrakus – Tarentum I – Capua I – Beneventum II – Silarus – Herdonia I – Obere Baetis – Capua II – Herdonia II – Numistro – Asculum – Tarentum II – Neu Karthago – Baecula – Grumentum – Metaurus – Ilipa – Crotona – Große Felder – Cirta – Zama
Die Dritte Schlacht von Nola 214 v. Chr. war der angeblich dritte und letzte erfolglose Versuch Hannibals, Nola, eine bedeutendere, zu Rom haltende Stadt in Mittelitalien, einzunehmen. Laut dem Geschichtsschreiber Titus Livius soll der römische Feldherr Marcus Claudius Marcellus, der damals sein drittes Konsulat ausübte, einen klaren Sieg über die von Hannibal angeführten Karthager errungen haben. Sein Bericht ist jedoch im römisch-patriotischen Sinn aufgebauscht, und manche Althistoriker wie Friedrich Münzer bezweifeln überhaupt, ob diese Schlacht je stattfand.

## Vorgeschichte
Marcellus hatte bereits in den beiden der angeblichen dritten Schlacht von Nola vorangegangenen Jahren (216–215 v. Chr.) in diesem Raum befehligt und dabei angeblich schon zweimal erfolgreich Angriffe Hannibals abgeschlagen. Ende 215 v. Chr. hatte er seine Streitkräfte bis auf die römische Besatzung von Nola entlassen, die damit die Stadt gegen mögliche karthagische Attacken weiterhin verteidigen konnte. Ungeachtet der Tatsache, dass also eine Garnison in Nola verblieb, soll dessen Plebs Anfang 214 v. Chr. ähnlich wie zwei Jahre zuvor den Abfall zu Hannibal beabsichtigt, der Stadtsenat aber Marcellus um Hilfe ersucht haben. Marcellus sei mit 6000 Infanteristen und 500 Reitern über Cales und Suessula herbeigeeilt und habe Nola rechtzeitig besetzt.

## Verlauf der Schlacht
Anschließend soll der Konsul zum dritten Mal erfolgreich gegen die Truppen Hannibals gekämpft haben. Nur das Ausbleiben der von seinem Legaten Gaius Claudius Nero kommandierten römischen Kavallerie, die ausgeschickt worden sei, um beim Erscheinen der Feinde in deren Rücken anzugreifen, habe Marcellus an der Verfolgung der zurückweichenden Karthager gehindert. Einzelne andere Züge des livianischen Berichts wie die Versetzung des in Gallien kommandierenden Marcus Pomponius auf den kampanischen Kriegsschauplatz erhöhen die geringe Glaubwürdigkeit dieser Darstellung ebenfalls nicht.

## Folgen
Laut Livius sollen während der Schlacht 2000 Punier und nur 400 Römer gefallen sein. Danach habe Hannibal die Hoffnung auf die Eroberung von Nola endgültig aufgegeben und sei gegen Tarent gezogen, wo er sich bessere Hoffnungen auf einen Erfolg gemacht habe.

## Fragwürdige Historizität
Die dritte Schlacht bei Nola wird nur von Livius berichtet, während sie die anderen erhaltenen Quellen nicht kennen. Nach der Ansicht von Friedrich Münzer ist sie wohl unhistorisch und von einem römischen Annalisten erfunden. Der Hannibal-Biograph Serge Lancel geht dagegen davon aus, dass Marcellus 214 v. Chr. tatsächlich zum dritten Mal einen karthagischen Angriff auf Nola abwehrte, ohne dessen Einzelheiten näher auszuführen.